# Intertoto-Cup 1988
Der 22. Intertoto-Cup wurde im Jahr 1988 ausgespielt. Das Turnier wurde mit 44 Mannschaften ausgerichtet.

## Gruppenphase

### Gruppe 1
| Pl. | Verein             | Sp. | S | U | N | Tore    | Diff. | Punkte |
| --- | ------------------ | --- | - | - | - | ------- | ----- | ------ |
| 1.  | Malmö FF           | 6   | 4 | 1 | 1 | 011:400 | +7    | 09:30  |
| 2.  | FC Karl-Marx-Stadt | 6   | 4 | 0 | 2 | 008:700 | +1    | 08:40  |
| 3.  | Hannover 96        | 6   | 2 | 0 | 4 | 010:900 | +1    | 04:80  |
| 4.  | FC Den Haag        | 6   | 1 | 1 | 4 | 007:160 | −9    | 03:90  |

|                    | Schweden | Deutschland Demokratische Republik 1949 | Deutschland Bundesrepublik | Niederlande |
| ------------------ | -------- | --------------------------------------- | -------------------------- | ----------- |
| Malmö FF           |          | 5:0                                     | 2:1                        | 2:0         |
| FC Karl-Marx-Stadt | 0:1      |                                         | 1:0                        | 4:0         |
| Hannover 96        | 2:0      | 0:1                                     |                            | 4:1         |
| FC Den Haag        | 1:1      | 1:2                                     | 4:3                        |             |

### Gruppe 2
| Pl. | Verein               | Sp. | S | U | N | Tore    | Diff. | Punkte |
| --- | -------------------- | --- | - | - | - | ------- | ----- | ------ |
| 1.  | IFK Göteborg         | 6   | 3 | 2 | 1 | 010:700 | +3    | 08:40  |
| 2.  | TJ Sigma ZTS Olomouc | 6   | 3 | 1 | 2 | 010:100 | ±0    | 07:50  |
| 3.  | Slawia Sofia         | 6   | 2 | 1 | 3 | 008:900 | −1    | 05:70  |
| 4.  | FC Aarau             | 6   | 1 | 2 | 3 | 007:900 | −2    | 04:80  |

|                      | Schweden | Tschechoslowakei | Bulgarien 1971 | Schweiz |
| -------------------- | -------- | ---------------- | -------------- | ------- |
| IFK Göteborg         |          | 0:0              | 2:1            | 1:2     |
| TJ Sigma ZTS Olomouc | 3:4      |                  | 2:1            | 1:0     |
| Slawia Sofia         | 0:2      | 3:1              |                | 2:1     |
| FC Aarau             | 1:1      | 2:3              | 1:1            |         |

### Gruppe 3
| Pl. | Verein               | Sp. | S | U | N | Tore    | Diff. | Punkte |
| --- | -------------------- | --- | - | - | - | ------- | ----- | ------ |
| 1.  | TJ Baník Ostrava OKD | 6   | 4 | 0 | 2 | 012:110 | +1    | 08:40  |
| 2.  | Örgryte IS           | 6   | 2 | 3 | 1 | 013:900 | +4    | 07:50  |
| 3.  | Brøndby IF           | 6   | 2 | 2 | 2 | 010:100 | ±0    | 06:60  |
| 4.  | Hallescher FC Chemie | 6   | 1 | 1 | 4 | 005:100 | −5    | 03:90  |

|                      | Tschechoslowakei | Schweden | Danemark | Deutschland Demokratische Republik 1949 |
| -------------------- | ---------------- | -------- | -------- | --------------------------------------- |
| TJ Baník Ostrava OKD |                  | 3:2      | 2:1      | 3:0                                     |
| Örgryte IS           | 5:1              |          | 2:2      | 1:0                                     |
| Brøndby IF           | 3:2              | 1:1      |          | 1:3                                     |
| Hallescher FC Chemie | 0:1              | 2:2      | 0:2      |                                         |

### Gruppe 4
| Pl. | Verein                | Sp. | S | U | N | Tore    | Diff. | Punkte |
| --- | --------------------- | --- | - | - | - | ------- | ----- | ------ |
| 1.  | First Vienna FC 1894  | 6   | 3 | 1 | 2 | 011:140 | −3    | 07:50  |
| 2.  | TJ Rudá Hvězda Cheb   | 6   | 2 | 2 | 2 | 011:700 | +4    | 06:60  |
| 3.  | Vejle BK              | 6   | 1 | 4 | 1 | 006:600 | ±0    | 06:60  |
| 4.  | Tatabányai Bányász SC | 6   | 1 | 3 | 2 | 007:800 | −1    | 05:70  |

|                       | Osterreich | Tschechoslowakei | Danemark | Ungarn 1957 |
| --------------------- | ---------- | ---------------- | -------- | ----------- |
| First Vienna FC 1894  |            | 3:2              | 4:2      | 2:1         |
| TJ Rudá Hvězda Cheb   | 5:0        |                  | 1:1      | 1:0         |
| Vejle BK              | 2:0        | 0:0              |          | 1:1         |
| Tatabányai Bányász SC | 2:2        | 3:2              | 0:0      |             |

### Gruppe 5
| Pl. | Verein                               | Sp. | S | U | N | Tore    | Diff. | Punkte |
| --- | ------------------------------------ | --- | - | - | - | ------- | ----- | ------ |
| 1.  | BSC Young Boys                       | 6   | 4 | 0 | 2 | 016:900 | +7    | 08:40  |
| 2.  | TJ DAC Poľnohospodár Dunajská Streda | 6   | 3 | 1 | 2 | 012:800 | +4    | 07:50  |
| 3.  | IFK Norrköping                       | 6   | 2 | 1 | 3 | 008:130 | −5    | 05:70  |
| 4.  | Haladás Szombathely                  | 6   | 1 | 2 | 3 | 006:120 | −6    | 04:80  |

|                                      | Schweiz | Tschechoslowakei | Schweden | Ungarn 1957 |
| ------------------------------------ | ------- | ---------------- | -------- | ----------- |
| BSC Young Boys                       |         | 5:1              | 3:2      | 4:0         |
| TJ DAC Poľnohospodár Dunajská Streda | 3:1     |                  | 5:1      | 3:0         |
| IFK Norrköping                       | 0:2     | 1:0              |          | 2:2         |
| Haladás Szombathely                  | 3:1     | 0:0              | 1:2      |             |

### Gruppe 6
| Pl. | Verein               | Sp. | S | U | N | Tore    | Diff. | Punkte |
| --- | -------------------- | --- | - | - | - | ------- | ----- | ------ |
| 1.  | 1. FC Kaiserslautern | 6   | 4 | 1 | 1 | 015:800 | +7    | 09:30  |
| 2.  | FC Admira/Wacker     | 6   | 2 | 3 | 1 | 012:700 | +5    | 07:50  |
| 3.  | FC Luzern            | 6   | 3 | 1 | 2 | 011:100 | +1    | 07:50  |
| 4.  | Łódzki KS            | 6   | 0 | 1 | 5 | 009:220 | −13   | 01:11  |

|                      | Deutschland Bundesrepublik | Osterreich | Schweiz | Polen |
| -------------------- | -------------------------- | ---------- | ------- | ----- |
| 1. FC Kaiserslautern |                            | 1:0        | 4:2     | 4:1   |
| FC Admira/Wacker     | 1:1                        |            | 2:0     | 2:2   |
| FC Luzern            | 2:1                        | 1:1        |         | 3:1   |
| Łódzki KS            | 2:4                        | 2:6        | 1:3     |       |

### Gruppe 7
| Pl. | Verein            | Sp. | S | U | N | Tore    | Diff. | Punkte |
| --- | ----------------- | --- | - | - | - | ------- | ----- | ------ |
| 1.  | Ikast FS          | 6   | 5 | 1 | 0 | 020:200 | +18   | 11:10  |
| 2.  | SK Sturm Graz     | 6   | 2 | 3 | 1 | 013:100 | +3    | 07:50  |
| 3.  | Beitar Jerusalem  | 6   | 1 | 2 | 3 | 008:160 | −8    | 04:80  |
| 4.  | Shimshon Tel Aviv | 6   | 0 | 2 | 4 | 003:160 | −13   | 02:10  |

|                   | Danemark | Osterreich | Israel | Israel |
| ----------------- | -------- | ---------- | ------ | ------ |
| Ikast FS          |          | 4:1        | 6:0    | 3:0    |
| SK Sturm Graz     | 1:1      |            | 3:1    | 4:0    |
| Beitar Jerusalem  | 0:2      | 3:3        |        | 4:2    |
| Shimshon Tel Aviv | 0:4      | 1:1        | 0:0    |        |

### Gruppe 8
| Pl. | Verein             | Sp. | S | U | N | Tore    | Diff. | Punkte |
| --- | ------------------ | --- | - | - | - | ------- | ----- | ------ |
| 1.  | FC Carl Zeiss Jena | 6   | 3 | 1 | 2 | 008:110 | −3    | 07:50  |
| 2.  | FK Rad             | 6   | 3 | 0 | 3 | 011:700 | +4    | 06:60  |
| 3.  | Aarhus GF          | 6   | 2 | 2 | 2 | 010:900 | +1    | 06:60  |
| 4.  | FC Swarovski Tirol | 6   | 2 | 1 | 3 | 010:120 | −2    | 05:70  |

|                    | Deutschland Demokratische Republik 1949 | Jugoslawien Sozialistische Föderative Republik | Danemark | Osterreich |
| ------------------ | --------------------------------------- | ---------------------------------------------- | -------- | ---------- |
| FC Carl Zeiss Jena |                                         | 1:0                                            | 2:2      | 1:0        |
| FK Rad             | 4:0                                     |                                                | 3:0      | 4:1        |
| Aarhus GF          | 2:0                                     | 3:0                                            |          | 0:1        |
| FC Swarovski Tirol | 3:4                                     | 2:0                                            | 3:3      |            |

### Gruppe 9
| Pl. | Verein                  | Sp. | S | U | N | Tore    | Diff. | Punkte |
| --- | ----------------------- | --- | - | - | - | ------- | ----- | ------ |
| 1.  | Grasshopper Club Zürich | 6   | 4 | 2 | 0 | 008:200 | +6    | 10:20  |
| 2.  | Pécsi Munkás SC         | 6   | 2 | 1 | 3 | 006:600 | ±0    | 05:70  |
| 3.  | Pogoń Stettin           | 6   | 1 | 3 | 2 | 003:400 | −1    | 05:70  |
| 4.  | Östers IF               | 6   | 1 | 2 | 3 | 005:100 | −5    | 04:80  |

|                         | Schweiz | Ungarn 1957 | Polen | Schweden |
| ----------------------- | ------- | ----------- | ----- | -------- |
| Grasshopper Club Zürich |         | 1:0         | 1:0   | 1:1      |
| Pécsi Munkás SC         | 0:1     |             | 3:1   | 2:0      |
| Pogoń Stettin           | 0:0     | 0:0         |       | 2:0      |
| Östers IF               | 1:4     | 3:1         | 0:0   |          |

### Gruppe 10
| Pl. | Verein                      | Sp. | S | U | N | Tore    | Diff. | Punkte |
| --- | --------------------------- | --- | - | - | - | ------- | ----- | ------ |
| 1.  | Karlsruher SC               | 6   | 3 | 1 | 2 | 013:700 | +6    | 07:50  |
| 2.  | FK Vojvodina Novi Sad       | 6   | 3 | 1 | 2 | 011:700 | +4    | 07:50  |
| 3.  | MTK-Vörös Meteor Sport Klub | 6   | 2 | 2 | 2 | 005:900 | −4    | 06:60  |
| 4.  | Grazer AK                   | 6   | 1 | 2 | 3 | 005:110 | −6    | 04:80  |

|                             | Deutschland Bundesrepublik | Jugoslawien Sozialistische Föderative Republik | Ungarn 1957 | Osterreich |
| --------------------------- | -------------------------- | ---------------------------------------------- | ----------- | ---------- |
| Karlsruher SC               |                            | 2:3                                            | 1:1         | 2:0        |
| FK Vojvodina Novi Sad       | 0:2                        |                                                | 5:0         | 3:2        |
| MTK-Vörös Meteor Sport Klub | 2:1                        | 1:0                                            |             | 0:1        |
| Grazer AK                   | 1:5                        | 0:0                                            | 1:1         |            |

### Gruppe 11
| Pl. | Verein                | Sp. | S | U | N | Tore    | Diff. | Punkte |
| --- | --------------------- | --- | - | - | - | ------- | ----- | ------ |
| 1.  | FC Bayer 05 Uerdingen | 6   | 5 | 1 | 0 | 011:400 | +7    | 11:10  |
| 2.  | Odense BK             | 6   | 3 | 1 | 2 | 016:100 | +6    | 07:50  |
| 3.  | 1. FC Magdeburg       | 6   | 2 | 0 | 4 | 009:150 | −6    | 04:80  |
| 4.  | AZ Alkmaar            | 6   | 1 | 0 | 5 | 010:170 | −7    | 02:10  |

|                       | Deutschland Bundesrepublik | Danemark | Deutschland Demokratische Republik 1949 | Niederlande |
| --------------------- | -------------------------- | -------- | --------------------------------------- | ----------- |
| FC Bayer 05 Uerdingen |                            | 1:0      | 2:0                                     | 3:1         |
| Odense BK             | 1:1                        |          | 5:2                                     | 4:2         |
| 1. FC Magdeburg       | 1:2                        | 3:1      |                                         | 2:1         |
| AZ Alkmaar            | 1:2                        | 1:5      | 4:1                                     |             |

## Intertoto-Cup Sieger 1988
- Malmö FF
- IFK Göteborg
- TJ Baník Ostrava OKD
- First Vienna FC 1894
- BSC Young Boys
- 1. FC Kaiserslautern
- Ikast FS
- FC Carl Zeiss Jena
- Grasshopper Club Zürich
- Karlsruher SC
- FC Bayer 05 Uerdingen